# Kharian
Kharian (in urdu کھاریاں) è una città del Pakistan, situata nella provincia del Punjab. Il 70% degli immigrati pakistani in Norvegia proviene da questa città. 